# Nāḩiyat ‘Assāl al Ward
Nāḩiyat ‘Assāl al Ward (arabiska: ناحية عسال الورد) är ett subdistrikt i Syrien.   Det ligger i provinsen Rif Dimashq, i den sydvästra delen av landet, 50 km norr om huvudstaden Damaskus.
Trakten runt Nāḩiyat ‘Assāl al Ward är ofruktbar med lite eller ingen växtlighet. Runt Nāḩiyat ‘Assāl al Ward är det ganska tätbefolkat, med 75 invånare per kvadratkilometer.